# Ouverture no 1 de Farrenc
Pour les articles homonymes, voir Ouverture (musique).
L'Ouverture no 1 op. 23 en mi mineur est une œuvre orchestrale de Louise Farrenc composée en 1834.

## Historique
Louise Farrenc compose sa première Ouverture pour grand orchestre en 1834, la même année que son Ouverture no 2,. Ces deux œuvres constituent les premiers essais de la compositrice dans un autre genre que la musique pour clavier : la musique symphonique.
La partition n'est pas éditée du vivant de Farrenc, mais l’œuvre est jouée dès juin 1835 par la société de concerts Le Gymnase musical, notamment.

## Instrumentation
Elle est écrite pour orchestre symphonique, :
| Instrumentation de l'Ouverture no 1 de Louise Farrenc                |
| Bois                                                                 |
| 2 flûtes, 2 hautbois, 2 clarinettes, 2 bassons                       |
| Cuivres                                                              |
| 4 cors, 2 trompettes, 3 trombones                                    |
| Percussions                                                          |
| timbales                                                             |
| Cordes                                                               |
| premiers violons, seconds violons, altos, violoncelles, contrebasses |

## Structure
L'œuvre est composée d'un seul mouvement :
1. Adagio – Allegro agitato

## Analyse
L'Ouverture de Louise Farrenc ne se rattache pas à une œuvre plus large. L'œuvre suit une forme sonate classique. L'Adagio débute sur de grands accords en unissons, introduisant l'œuvre avec une noble gravité, qui fait hommage aux ouvertures de plusieurs symphonies d'Haydn. Ces derniers contrastent avec les thèmes qui valorisent les bois et notamment la clarinette dans la section Allegro agitato. Le premier thème débute par une guirlande de cordes qui fait songer à Mendelssohn, suivie par un deuxième thème, que joue la clarinette, qui adoucit l'urgence évoquée précédemment. Cette section est un hommage indirect aux symphonies de Mozart et de Beethoven. Le développement retravaille avec inventivité les deux thèmes, avant une réexposition et une coda où se concentre l'énergie orchestrale.
Ivan Moody souligne dans l’œuvre la clarté de la narration, le lyrisme et le « formidable sens de la puissance dramatique » de la compositrice,.
La durée moyenne d'exécution de l'Ouverture no 1 est de sept minutes environ.
Dans le catalogue par opus de Louise Farrenc, l'Ouverture porte le numéro 23.

## Réception
L'œuvre a été critiquée comme étant « plus spectaculaire que subtile », mais parait morcelée sous la baguette de Christophe König.

## Discographie
- Louise Farrenc : Symphony No. 1 / Overtures Nos. 1-2 / Grand Variations on a theme by Count Gallenberg, piano Jean Muller, Solistes Européens, Luxembourg, dir. Christoph König, Naxos, 2020[2].
- Louise Farrenc : Symphony No. 2, Overtures Nos. 1 & 2, Orchestre Symphonique de la Ndr, dir. Johannes Goritzki, CPO, 2004.
- Louise Farrenc, Symphonies 1-3, Overtures in E minor-E flat, Insula orchestra, Laurence Equilbey (dir.), Erato, 2023[13].